# Nothocasis
Nothocasis is een geslacht van vlinders van de familie spanners (Geometridae), uit de onderfamilie Larentiinae.

## Soorten
- N. knyvetti Prout, 1958
- N. neurogrammata Püngeler, 1909
- N. octobris Prout, 1958
- N. polystictaria Hampson, 1903
- N. sertata

Esdoornblokspanner (Hübner, 1817)
- N. sikkima Moore, 1888